# Pehr Westrell den äldre

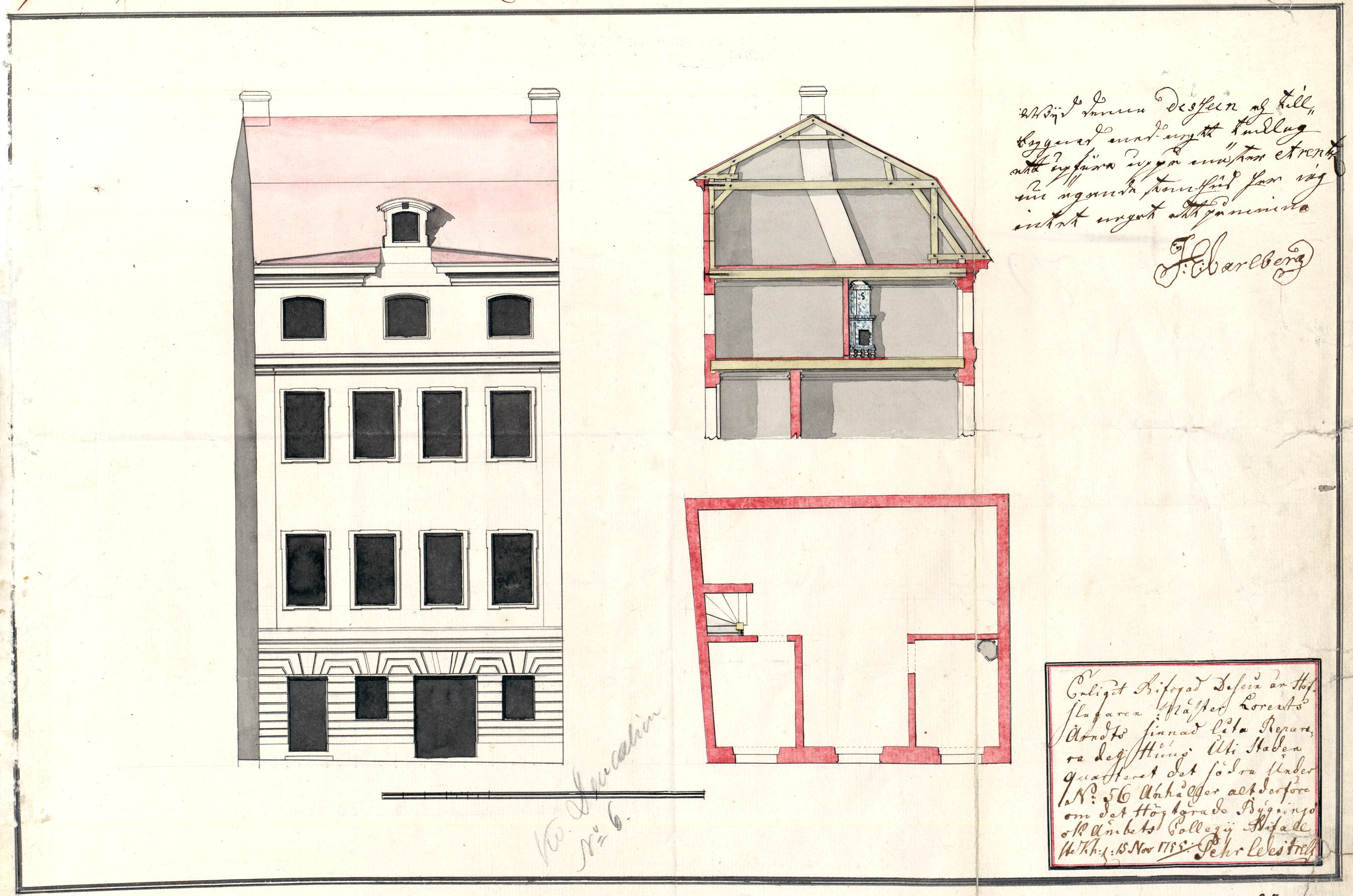
Ritning till ett hus i kvarteret Deucalion, Funckens gränd, 1755

Pehr Westrell den äldre (även Petter eller Per Westrell), död i Stockholm, var en svensk murmästare och arkitekt huvudsakligen verksam i Stockholm under 1700-talets andra hälft.

## Biografi

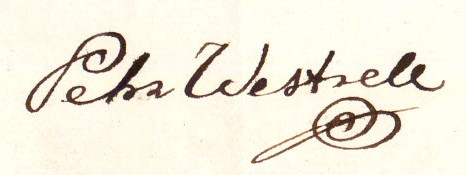
Westrells namnteckning 1755.

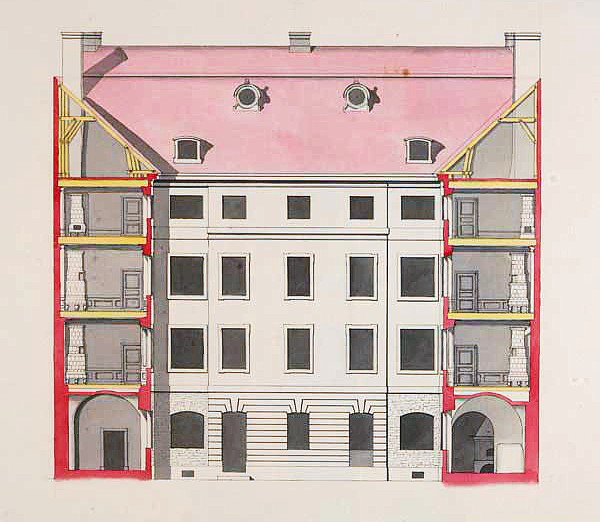
Pehr Westrells mästerstycke från 1746.

Pehr Westrell undervisades till arkitekt av Johan Eberhard Carlberg (Stockholms stadsarkitekt 1724-1772) under en tid då det inte fanns någon organiserad utbildning. Westrell var Carlbergs enda murare som antogs till utbildningen vilken han kallade Informationsverket. Till de elever som Carlberg undervisade på sitt kontor vid Hornsgatan hörde bland andra Carl Henrik König och Erik Palmstedt.
Pehr Westrells mästerstyckeritning från 1746 visar en byggnad i fasad och sektion. Ritningen är mycket detaljerad och man ser hur upphovsmannen tänkt sig interiörerna: trapplopp, eldstäder, dörrar och paneler. Under sin tid som murmästare mellan 1749 och 1762 ritade och uppförde han 83 ny-, om- och tillbyggnader i Stockholm. Bland hans arbeten märks Paschs malmgård (1757) och Nicolaihuset (1756).
Hans sista arbete signerades av honom den 18 maj 1778 och avser ett hus i kvarteret Frigga vars beställare var Sadelmakaren herr Krusell. Han blev en förmögen man med eget stenhus i kvarteret Elefanten, ett välförsett bibliotek och andelar i fartyg. Även hans son, Pehr Westrell d.y. blev murmästare dock inte så känt som fadern och verksam utomlands (död i Warszawa 1801).
Efter Pehr Westrell den äldres död skickar hans fru Maria Catharina Westrell, född Lund, in sju stycken bygglov under 1768-1769 som är signerade "Maria Westrell genom Pehr Westrell". Om Maria tagit över sin makes byggverksamhet som änka, eller om hon företräder sin son Pehr Westrell den yngre som var 19-20 år vid tidpunkten är oklart. 
En sista ritning signerad Pehr Westrell finns från 1778 men är signerad av antingen Pehr Westrell den yngre.